# Diaphorus bezzii
Diaphorus bezzii är en tvåvingeart som beskrevs av Octave Parent 1925. Diaphorus bezzii ingår i släktet Diaphorus och familjen styltflugor. Inga underarter finns listade i Catalogue of Life.